# جاكي هوكينز
جاكي هوكينز (بالإنجليزية: Jacqui Hawkins)‏ هي كاتبة للأطفال وكاتِبة ورسامة توضيحية بريطانية، ولدت في 1947 في أكسفورد في المملكة المتحدة.